# Dialiba Konaté
Pour les articles homonymes, voir Konaté.
Dialiba Konaté, né au Sénégal en 1942, est un auteur et un illustrateur malien d'origine mandingue Ses publications mettent en scène les traditions et les récits de son pays. Elles sont surtout destinées à la jeunesse.

## Biographie
Au début des années 1980, il vient en France pour étudier l'histoire et les arts plastiques.

## Œuvres
- 2002 : L'Épopée de Soundiata Keïta (texte et illustrations)
- 2004 : Le Prince Maghan Diawara et le Crocodile du lac Faguibin (illustrations)
- 2005 : Le Récit des origines (illustrations)
- 2010 : La Fabuleuse Histoire de l'empire du Ghana (récit et illustrations)